# L’Échelle
L’Échelle település Franciaországban, Ardennes megyében. Lakosainak száma 133 fő (2022. január 1.). L’Échelle Blombay, Le Châtelet-sur-Sormonne, Laval-Morency, Rouvroy-sur-Audry és Vaux-Villaine községekkel határos.

## Népesség
A település népességének változása:
| Lakosok száma | 204  | 198  | 184  | 137  | 128  | 131  | 137  | 142  | 142  | 133  |
|               | 1968 | 1982 | 1990 | 2006 | 2013 | 2015 | 2017 | 2019 | 2020 | 2022 |